# الجدات (سيدي العايدي)
الجدات هي إحدى مشيخات المملكة المغربية، تتبع جغرافيا لإقليم سطات وإداريًا لسيدي العايدي. يقدر عدد سكانها بـ 4063 نسمة حسب الإحصاء الرسمي للسكان والسكنى لسنة 2004.